# Sungai Lekop (Bintan Timur)
Sungai Lekop is een bestuurslaag in het regentschap Bintan van de provincie Riau-archipel, Indonesië. Sungai Lekop telt 5752 inwoners (volkstelling 2010).